# Albán (ort)
Albán är en ort i Colombia.   Den ligger i departementet Cundinamarca, i den centrala delen av landet, 50 km nordväst om huvudstaden Bogotá. Albán ligger 2 242 meter över havet och antalet invånare är 1 684.
Terrängen runt Albán är kuperad norrut, men söderut är den bergig. Runt Albán är det tätbefolkat, med 591 invånare per kvadratkilometer. Närmaste större samhälle är Facatativá, 11,5 km sydost om Albán. I omgivningarna runt Albán växer i huvudsak städsegrön lövskog.